# Папп Александрійський

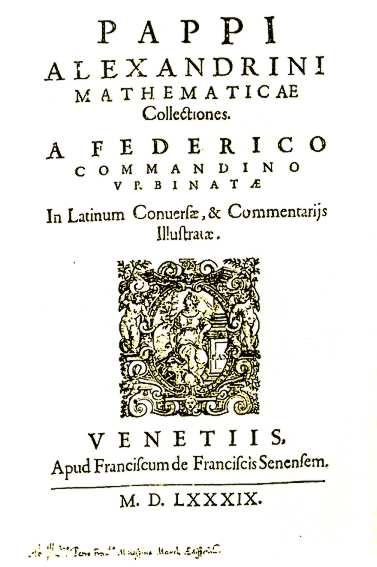
Титульний аркуш Mathematicae Collectiones Паппа в перекладі Федеріко Коммандіно(1589).

Папп Александрійський (дав.-гр. Πάππος ὁ Ἀλεξανδρεύς) — математик і механік епохи пізнього еллінізму, що жив і працював в Александрії.
Ні рік народження, ні рік смерті Паппа не відомі. Одні джерела відносять його діяльність до другої половини III століття, інші — до IV століття; радянський історик науки М. Д. Моїсєєв писав, що Папп «жив, ймовірно, наприкінці III або на початку IV століття».

## Трактат «Математичні збори»
Головна праця Паппа — трактат «Математичні збори» (дав.-гр. συναγωγή) у восьми книгах, який дійшов до нас не повністю. Цей твір являє собою навчальний посібник для вивчаючих грецьку геометрію — з коментарями, історичними довідками, з поліпшенням і видозміною відомих теорем і доказів, а також з деякими власними результатами автора. Зокрема, у трактаті містяться роботи Автоліка з Пітани, Менелая Александрійського, Феодосія, ряд задач про пропорційність, опис способів вписання п'яти правильних багатогранників в сферу, відомості про спіралі Архімеда і Конхоїда Никомеда, про ізопериметричні фігури, роботи з механіки Архімеда, Філона Візантійського, Герона Александрійського, визначення конічних перетинів за допомогою директриси й інші завдання. Тут же наведена теорема Паппа.
Багато результатів античних авторів відомі тільки в тій формі, в якій вони збереглися у Паппа (наприклад, завдання про квадратуру кола, подвоєння куба і трисекції кута). Напівправильні тіла Архімеда теж відомі нам завдяки Паппу. Втім, твір Паппа довгий час залишався невідомим західноєвропейським вченим; з ним вони змогли познайомитися лише після того, як Федеріко Коммандіно переклав цей трактат на латинську мову. Переклад був виданий в 1588 р.

### Огляд книг трактату
Дві перші книги трактату до нас не дійшли. Зниклі книги містили, мабуть, огляд давньогрецької арифметики (на це вказують збережені уривки — зокрема, уривок, присвячений методу множення Аполлонія).
У третій книзі викладається історія вирішення завдань подвоєння куба і трисекції кута (Папп дає і своє рішення першої з них, яке зводиться до побудови двох середніх геометричних між двома даними відрізками за методами Ератосфена, Нікомеда, Герона і самого Паппа). В ній викладається також вчення про середні, починаючи з побудови на одному кресленні арифметичного, геометричного і гармонійного середніх; знаходиться відношення суми двох відрізків, проведених від точки всередині трикутника до двох точок його боку, до суми двох інших сторін; розглядається побудова п'ятьох правильних багатогранників, вписаних в кулю. В четверту книгу увійшли завдання, що відносяться до побудови кривих двоякої кривини і поверхонь; розглядаються вчення про січі кола, спіралі Архімеда, Конхоїда Никомеда і квадратріси Дінострата. Першу половину п'ятої книги становить виклад вчення Зенодора про ізопериметричні властивості плоских фігур і поверхонь (тут, зокрема, Папп призводить твердження про те, що коло має більшу площу, ніж будь правильний багатокутник того ж периметра), а другу половину — вчення про правильні тіла.
У шостій книзі, присвяченій астрономії, вирішуються труднощі, що зустрічаються в «Малому астрономі» — зібранні творів для вивчення «Альмагеста» Птолемея, куди входили «Сферика» Феодосія, трактат «Про рухому сферу» Автоліка з Пітани, твір «Про величини і відстані» Аристарха Самоського (де даються оцінки відстаням до Сонця і Місяця), «Оптика» і «Феномени» Евкліда.
У сьомій книзі представлені допоміжні пропозиції, необхідні для вирішення завдань на побудову (Папп розглядає в цьому зв'язку «Дані», «Порізми», «Місця на поверхні», «Плоскі місця», «Конічні перетини» Евкліда, «Відсікання відносини», «Відсікання площі», «Визначений перетин», «Вставки», «Торкання», «Плоскі місця» Аполлонія, «Тілесні місця» Аристея, «Середні величини» Ератосфена), і роз'яснюються на прикладах методи аналізу і синтезу, розвинені давньогрецькими вченими. Потім розглядається задача Паппа: у ній для n прямих на площині потрібно знайти геометричне місце таких точок, для яких добуток довжин відрізків, проведених з цих точок до n/2 даних прямих під однаковими кутами, має задане ставлення до аналогічного добутку довжин відрізків, проведених до залишилися прямим; для значної частини випадків Папп довів, що шукане геометричне місце є конічним перетином.
У сьомій книзі формулюються і теореми, нині відомі як теореми Паппа — Гульдина. Частину сьомої книги займають коментарі до робіт Аполлонія про трансверсалі і ангармонічні коливання.
Восьма книга «Математичних зборів» являє собою компіляцію різнорідних відомостей та власних досліджень Паппа, що мають відношення до механіки. В неї потрапили, зокрема, деякі теореми метричної геометрії, які мають більш-менш далеке відношення до розрахунків розмірів колон і до розрахунків розмірів і розташування зубів в зубчастих колесах. У книгу включені також описи пристрою вантажопідйомних машин і деякі відомості з геометричної статики (в основному, стосуються знаходження центрів ваги геометричних фігур, а також рівноваги вантажу на похилій площині). Серед теорем, поміщених у восьмій книзі, є, зокрема, така кінематична теорема: при одночасному русі трьох матеріальних точок, які перебували в початковий момент часу в вершинах деякого трикутника, по сторонам трикутника зі швидкостями, пропорційними довжинам цих сторін, то положення центра ваги даних точок залишається незмінним. Тут же розглядається винайдений Архімедом і описаний Героном Олександрійським передавальний механізм із зубчастих коліс, що дозволяє приводити в рух дану тяжкість даною силою.

## Інші твори
З тих, що не дійшли до нас твори Паппа, відомі коментарі до «Альмагесту» Птолемея, «Аналеммі» Діодору і «Початків» Евкліду.